# JCUKEN 자판

마이크로소프트 윈도우의 ЙЦУКЕН 자판 배열

JCUKEN 자판(러시아어: ЙЦУКЕН, "YCUKEN", "YTsUKEN", "JTSUKEN"으로도 알려짐)은 러시아어 타자기나 컴퓨터 자판에 사용되는 키릴 문자의 자판 배열이다. 러시아에서 초기에는 "JIUKEN"(ЙІУКЕН) 배열을 표준으로 사용하였으나, 1917년 러시아어 알파벳 문자 개혁의 영향으로 Ѣ, І, Ѵ, Ѳ 문자가 제거되면서 JCUKEN으로 개정되었다.

## 러시아어 배열

### PC
러시아어에 대한 대부분의 최신 운영체제에서는 기본적으로 오른쪽의 배열이 사용된다.:
Ё 문자와 맨 위쪽 행의 문자 배열은 윈도우 3.1에서 처음으로 도입되었다. 이 배열은 대부분의 최신 러시아어 키보드에 표시된다.

### 타자기
대안으로, 마이크로소프트 윈도우에서는 "루스카야(Русская)"란 타자기의 배열을 사용할 수 있다. 문자 Ё의 배열이 바뀌어 전통적인 타자기에 더 가깝게 일치하여 타자 속도에 더 유리하다. ⇧ Shift를 사용하지 않고 문장부호를 입력했으므로, 윗줄의 숫자를 입력하기 위해 ⇧ Shift를 사용해야 한다.
오픈솔라리스 및 기타 유닉스 계열 운영 체제에서는 이 배열이 표준으로 되어 있다. 배열은 GOST 6431-90에 해당한다.

### 애플
애플사의 키보드, 컴퓨터, macOS 운영체제에서는 여전히 90년대 중반에 만들어진 자체적인 자판 배열인 ЙЦУКЕН 자판 배열을 사용하고 있다. 문자 Ё는 두번째 문자줄의 오른쪽에 있다. 주요 차이점은 아래와 같다.
- .(마침표)와 ,(쉼표)는 숫자줄에서 ⇧ Shift를 통해 입력하고, :(쌍점), ;(쌍반점), %(퍼센트) 기호는 다른 키에 위치한다.
- ⌥ Option 키의 조합으로 다른 슬라브어의 문자를 추가로 입력할 수도 있다.
- 또한 macOS에는 QWERTY, QWERTZ, AZERTY를 기반으로 하는 고유한 발음 자판배열이 존재한다.

## 러시아어 외 언어
JCUKEN은 다른 키릴문자 자판 배열의 기초가 되고 있다. 마이크로소프트 윈도우에서는 다음 언어별 자판 배열을 지원한다.
- 아제르바이잔어(키릴 자모), 바시키르어, 벨라루스어, 카자흐어, 키르기스어, 몽골어, 타지크어, 우크라이나어, 우즈베크어(키릴 자모), 야쿠트어(사하어).[1]

벨라루스어, 우크라이나어, 몽골어 배열은 윈도우 95부터, 아제르바이잔어, 카자흐어, 키르기스어, 타타르어, 우즈베크어는 윈도우 XP부터, 바시키르어, 타지크어는 윈도우 비스타부터, 야쿠트어(사하어)는 윈도우 7부터 지원한다.
리눅스와 같은 다른 운영체제에는 동일하거나 다른 언어에 대한 추가 사용자 정의 배열이 있을 수 있다.

### 벨라루스어
Щ 키 대신 Ў 키가 위치해 있다. 키릴 문자 사용 언어중 И를 사용하지 않는 유일한 언어인 만큼, 벨라루스어 키보드는 JCUKEN 키보드 중 유일하게 И 키가 없고, 대신 І 키로 대체하고 있다. 또 Ъ(경음부호) 키가 없고, 그 자리에는 아포스트로피 키로 대체하고 있다.

### 우크라이나어
Ы 키 대신 І 키가 있고, Э 키 대신 Є 키가 있다. 또 Ъ(경음부호) 키가 없는 대신 Ї 키가 있으며, 그 옆에는 Ґ 키가 있다.

### 타타르어
타타르어에서 거의 사용되지 않는 러시아 문자는 AltGr (Alt 오른쪽)로 입력된다. 이 배열은 칼미크어, 투르크멘어 배열과도 실질적으로 동일하다. YÖUKEN 자판이라고도 불린다.

### 키르기스어
기본 러시아어판을 기반으로 개선된 형태로, 추가적인 키르기스 문자는 AltGr (오른쪽 Alt)로 입력한다. 그러므로 따라서AltGr + У 조합으로 Ү를, AltGr + О 조합으로 Ө를, AltGr + Н 조합으로 Ң을 입력할 수 있다.

### 타지크어
YQUKEN(ЙҚУКЕН)이라는 JCUKEN의 변형판을 사용하며, Ц 키는 Қ 키로, Ы 키는 Ҷ 키로, Ь 키는 Ӣ 키로, Щ 키는 Ҳ 키로 대체했다. 또한 빼기·밑줄 키는 Ғ 키로, 더하기·등호 키는 Ӯ 키로 대체했다.

### 우즈베크어
벨라루스어 자판과 마찬가지로 Щ 키는 Ў키로 대체했으며, Ы는 Қ로 대체했다. 또한 빼기·밑줄 키는 Ғ 키로, 더하기·등호 키는 Ҳ 키로 대체했다.

### 아제르바이잔어
이 배열은 변형판인 JÜUKEN으로, Ҹ, Һ, Ҝ, Ј가 포함된다. 언어에 글리프가 없기 때문에 일반적인 Й가 없는 유일한 JCUKEN 자판이다.
이 자판의 키는 다음과 같이 바뀌었다. Я가 Ә로, Ю가 Ө로, Ь가 Ғ로, Ъ가 Ҹ로, Ц가 Ү로, Щ가 Һ로 대체되었다.

### 몽골어
몽골어 키보드는 FCUZHEN (ФЦУЖЭН)이라고 하는 JCUKEN의 수정된 버전을 사용한다. 여기서 러시아어 위주로 사용하는 문자는 몽골어에서 더 많이 사용되는 문자로 대체하였다.

## 기타 키릴문자 자판 배열

### 세르비아어
LJNJERTZ (ЉЊЕРТЗ)라고 하는 세르비아어 키보드로 러시아어 문자 대신 세르비아어 문자를 사용했다. 세르비아어에서 사용되지 않는 Ъ, Ь, Ы, Э, Ё가 없다. QWERTZ 자판을 기반으로 한다.

### 마케도니아어
세르비아식 LJNJERTZ (LJNJERTDZ)의 수정을 활용하여, 마케도니아어 문자 «Ѓ ѓ» 및 «Ќ ќ», 아포스트로피(스페이스바와 함께 사용)에 대한 입력에 단일 데드 키가 사용된다.: «м. к. á», «К к» → «Ќ ќ» / «м. к. á», «space» → «'».
윈도우의 마케도니아어 자판 배열(KBDMAC.DLL 및 KBDMACST.DLL)은 데드 키를 사용하지 않는다. 대신 문자 Ѓ, Ќ는 전용 키로 존재하며 AltGr은 추가 문자 및 구두점을 입력하는데 사용된다.

### 불가리아어
2006년 표준 불가리아어 키보드 (YUEIShSht)
2006년 불가리아어 키릴 문자 자판 배열 ("ЧШЕРТЪ" ChShert 라고도 부름). 키릴 문자를 QWERTY 자판의 라틴 문자 발음에 대응하여 배열하였다.

## 라틴 문자 JCUKEN
이 배열은 1980년대 소련에서 만든 마이크로컴퓨터의 주요 자판 배열이었으며, 라틴 문자를 JUCKEN 키릴 문자 발음에 대응하여 배열하였다.

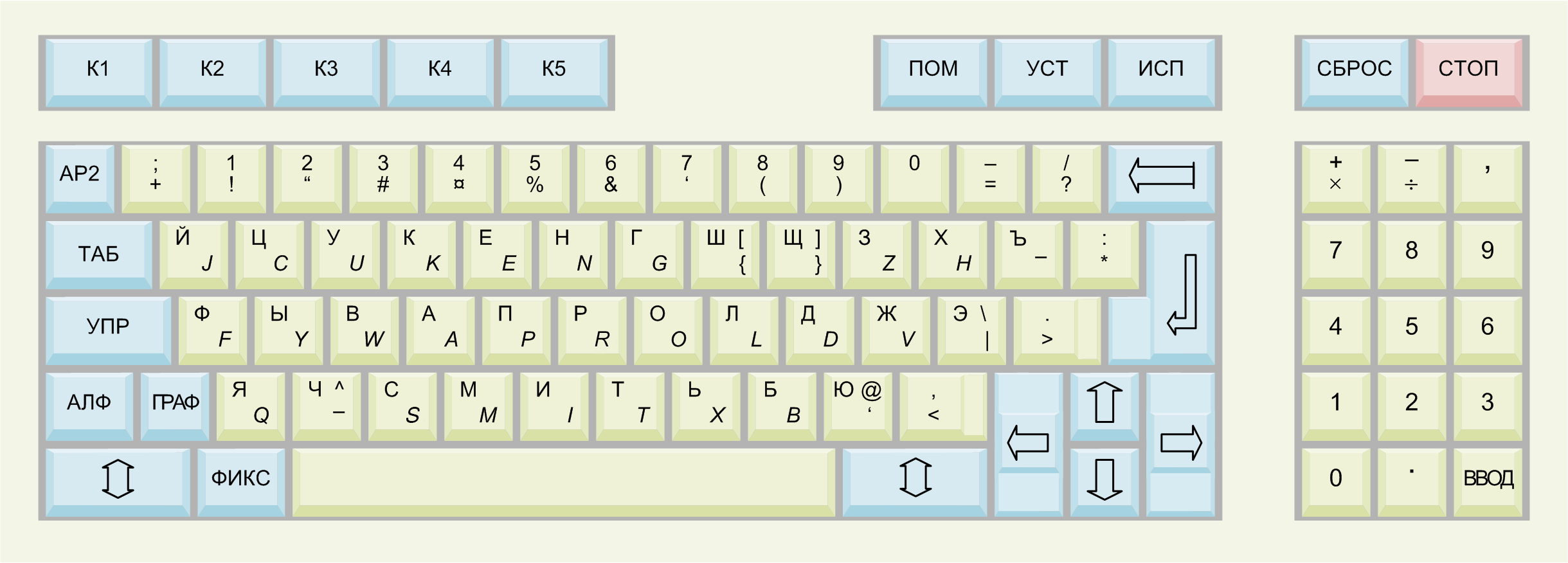
UKNC 컴퓨터의 러시아/라틴 문자 JCUKEN 키보드

## 같이 보기
- QWERTY 자판